# Gaston Roelants
Gaston Roelants (Opvelp, 5 febbraio 1937) è un ex siepista, mezzofondista e maratoneta belga, campione olimpico dei 3000 metri siepi ai Giochi di Tokyo 1964.

## Biografia
Nelle siepi ha stabilito due volte il record mondiale: 8'29"6 nel 1963 ed 8'26"4 nel 1965. È stato 4º nei 3000 m siepi ai Giochi olimpici di Roma 1960 e, dopo il titolo europeo 1962 ed il bronzo 1966, si è dedicato con successo alle lunghe distanze.
Ha stabilito il record mondiale dei 20000 m, con 58'6"2 e dell'ora (20664 m), migliorati poi nel 1972 rispettivamente a 57'44"4 e 20784 m. Ha poi vinto un argento (1969) ed un bronzo (1974) nella maratona ai campionati europei.

## Record nazionali

### Seniores
- 1 ora: 20784 m ( Bruxelles, 20 settembre 1972)

## Palmarès
| Anno | Manifestazione    | Sede              | Evento         | Risultato | Prestazione | Note                          |
| ---- | ----------------- | ----------------- | -------------- | --------- | ----------- | ----------------------------- |
| 1960 | Giochi olimpici   | Roma              | 3000 m siepi   | 4º        | 8'47"6      |                               |
| 1962 | Europei           | Belgrado          | 3000 m siepi   | Oro       | 8'32"6      |                               |
| 1964 | Giochi olimpici   | Tokyo             | 3000 m siepi   | Oro       | 8'30"8      | Record olimpico               |
| 1966 | Europei           | Budapest          | 10000 m piani  | 8º        | 28'59"6     |                               |
| 1966 | Europei           | Budapest          | 3000 m siepi   | Bronzo    | 8'28"8      |                               |
| 1968 | Giochi olimpici   | Città del Messico | 3000 m siepi   | 7º        | 8'59"4      |                               |
| 1968 | Giochi olimpici   | Città del Messico | Maratona       | 11º       | 2h29'04"    |                               |
| 1969 | Europei           | Atene             | 10000 m piani  | 5º        | 28'49"8     |                               |
| 1969 | Europei           | Atene             | Maratona       | Argento   | 2h17'22"    |                               |
| 1971 | Europei           | Helsinki          | Maratona       | 5º        | 2h17'48"    |                               |
| 1972 | Giochi olimpici   | Monaco            | Maratona       | dnf       | dnf         |                               |
| 1973 | Mondiali di cross | Waregem           | Corsa seniores | 8º        | 36'13"      |                               |
| 1974 | Mondiali di cross | Monza             | Corsa seniores | 14º       | 36'03"      |                               |
| 1974 | Europei           | Roma              | Maratona       | Bronzo    | 2h16'29"    | Miglior prestazione personale |
| 1975 | Mondiali di cross | Rabat             | Corsa seniores | 10º       | 35'57"      |                               |
| 1976 | Mondiali di cross | Chepstow          | Corsa seniores | 13º       | 35'30"      |                               |

## Altre competizioni internazionali
1959
- Oro all'Azencross ( Bruxelles) - 30'41"

1960
- Argento all'Azencross ( Bruxelles) - 31'23"

1964
- Oro alla Corrida Internacional de São Silvestre ( San Paolo)
- Oro alla CrossCup de Hannut ( Hannut) - 32'41"

1965
- Oro alla Corrida Internacional de São Silvestre ( San Paolo)
- Oro alla CrossCup de Hannut ( Hannut) - 31'49"

1966
- Oro alla CrossCup de Hannut ( Hannut) - 32'20"

1967
- Oro alla Corrida Internacional de São Silvestre ( San Paolo)
- Oro alla CrossCup de Hannut ( Hannut) - 26'38"

1968
- Oro alla Corrida Internacional de São Silvestre ( San Paolo)
- Oro alla Cinque Mulini ( San Vittore Olona) - 30'26"

1969
- Oro alla San Blas Half Marathon ( Coamo) - 1h06'09"
- Oro alla CrossCup de Hannut ( Hannut) - 27'25"

1972
- Oro alla CrossCup de Hannut ( Hannut)

1974
- Argento alla Sedan-Charleville ( Charleville), 24 km - 1h16'00"

1976
- Oro alla Zilveren Molenloop ( Leida), 20 km - 1h01'08"